# Antipodensittich
Der Antipodensittich (Cyanoramphus hochstetteri) oder Antipoden-Ziegensittich ist eine Art aus der Gattung der Laufsittiche.
Die Tiere haben eine Körperlänge von etwa 30 Zentimetern. Die Färbung ist eher gelblich mit roten bis orangeroten Partien, vor allem am Kopf. Männchen sind im Mittel größer als Weibchen, beim Männchen beträgt die Flügellänge etwa 146 Millimeter, die Schwanzlänge 143 mm und das Gewicht 125 Gramm. Weibchen haben eine Flügellänge von 133 Millimetern, eine Stoßlänge von 130 mm und ein Gewicht von etwa 95 Gramm.
Sein Verbreitungsgebiet umfasst die zu Neuseeland gehörenden Antipoden-Inseln, wo er sowohl an der Küste als auch im Landesinneren lebt und wie der Einfarblaufsittich (Cyanoramphus unicolor) endemisch ist. Wegen der abgeschiedenen Lage der Inseln ist noch immer wenig bekannt über ihn.
Die Ernährung ist hauptsächlich aus Pflanzenteilen, meist von Gräsern, zusammengesetzt (fast 50 % Blüten, knapp über 30 % Blätter, seltener Beeren und Samen), sehr selten werden Vogelkadaver oder Wirbellose gefressen.
Die Brutzeit liegt im Januar und Februar.
Lange Zeit wurde der Antipodensittich als Unterart des Ziegensittichs (Cyanoramphus novaezelandiae) eingestuft. Nach molekulargenetischen Untersuchungen ist er jedoch eine eigenständige Art. Nächstverwandt ist der Malherbesittich (Cyanoramphus malherbi).

## Nachweise
- Peter H. Barthel, Christine Barthel, Einhard Bezzel, Pascal Eckhoff, Renate van den Elzen, Christoph Hinkelmann, Frank Dieter Steinheimer: Die Vögel der Erde – Arten, Unterarten, Verbreitung und deutsche Namen. 3. Auflage. Deutsche Ornithologen-Gesellschaft, Radolfzell 2022 (do-g.de [PDF]).
- Terry C. Greene: Aspects of the ecology of Antipodes Island Parakeet (Cyanoramphus unicolor) and Reischek's Parakeet (C. novaezelandiae hochstetteri) on Antipodes Island, October - November 1995. In: Notornis. 46: 301–310, 1999, PDF Online